# Österreichs E-Wirtschaft

Logo

Der Verein Österreichs E-Wirtschaft, bis 2010 Verband der Elektrizitätsunternehmen Österreichs (VEÖ), ist eine Interessenvertretung der österreichischen Elektrizitätswirtschaft. Sie tritt unter dem Markennamen Oesterreichs Energie auf.
Mitglieder sind Erzeuger, Verteiler und Händler. Die in Österreichs E-Wirtschaft vertretenen Elektrizitätsunternehmen generieren mehr als 90 % der österreichischen Stromerzeugung mit einer Engpassleistung von über 23.000 Megawatt und einer Erzeugung von rund 65 Terawattstunden pro Jahr.

## Geschichte
1953 wurde der Verband der E-Werke Österreichs gegründet. Erster Präsident des damaligen VEÖ war Franz Holzinger, Generaldirektor der OKA (Oberösterreichische Kraftwerke AG). Kurt Selden wurde zum ersten Geschäftsführer bestellt.
Die Verhandlungen zum Kollektivvertrag der Bezahlung der Mitarbeiter zählen seit der Gründung des VEÖ zu den Kernaufgaben des Verbandes. Der VEÖ stand in Kontakt mit Beamten der Ministerien, Politikern, der Wirtschaftskammer Österreich, der Arbeiterkammer, der Industriellenvereinigung und anderen Institutionen und Branchen. In den 1950er und 1960er Jahren fand ein Erfahrungsaustausch in den Fachausschüssen des VEÖ statt. Dabei ging es hauptsächlich um Entwicklungen sicherheitstechnischer Fragen, um neue Verfahren im Kraftwerks- und Leitungsbau. Ausgelöst durch die Erdölkrisen 1973 und 1978 wurden Aktivitäten zum Energiesparen gesetzt, wie z. B. die Energiesparberatung im VEÖ. In den 1980er Jahren versuchte der Verband die Sensibilisierung der Bevölkerung für Umweltprobleme, zum Teil auch Berührungsängste mit der Technik und Skepsis gegenüber Großprojekten, durch Öffentlichkeitsarbeit aufzulösen.
Bis zur Verbandsreform im Jahr 1999 war der VEÖ als Kurien-Organisation, bestehend aus vier Gruppen (Landesgesellschaften, Verbund AG und Verbund-Tochterunternehmen, landeshauptstädtische und gemeindeeigene EVU, private und genossenschaftliche EVU) strukturiert. Mit der VEÖ-Reform 1999 wurde das Kuriensystem abgeschafft und eine neue Organisationsform geschaffen. Im Jahr 2005 fand eine Verbandsreform statt. Dabei wurde die Spartenorganisation eingeführt, durch die der damalige VEÖ in die drei Sparten Erzeugung, Handel/Vertrieb und Netze mit je einem Spartensprecher an der Spitze, untergliedert wurde. Im Jahre 2010 änderte der Verband seinen Namen in Österreichs E-Wirtschaft und tritt nach außen unter dem Markennamen Oesterreichs Energie auf.

### Printmedien
- ab 1948 ÖZE – Österreichische Zeitschrift für Elektrizitätswirtschaft – 5 Jahre vor dem VEÖ gegründet
- bis 2010 VEÖ-Journal – Meinungsbildner in Politik, der Industrie und den Ministerien, erschien zehn Mal pro Jahr
- 2010–2016 Fachmagazin Oesterreichs Energie

Seit 2016 veröffentlicht Österreichs E-Wirtschaft das Fachmagazin "Stromlinie", das quartalsweise erscheint.

## Aufgaben
Der Verband sieht seine Aufgaben als Ansprechpartner in elektrizitätswirtschaftlichen, dem Setzen von Lobbyingschwerpunkten, der Zusammenarbeit politischer Institutionen, Behörden und Körperschaften auf nationaler und internationaler Ebene. Weiterhin nimmt er eine Vertretungsfunktion der gemeinsamen Position des Wirtschaftszweigs gegenüber der Presse, politischen Institutionen, Behörden und Körperschaften zur Durchsetzung energiepolitischer Interessen der Mitgliedsunternehmen im Hinblick auf die Gesetzgebung wahr. Er pflegt weiters die Zusammenarbeit mit der Regulierungsbehörde E-Control zur laufenden Weiterentwicklung der rechtlichen, regulatorischen, technischen und wirtschaftlichen Rahmenbedingungen. Der Verband ist Herausgeber der „Technischen Anschlussbedingungen für den Anschluss an öffentliche Versorgungsnetze mit Betriebsspannungen bis 1000 Volt'“ (TAEV).
Der Verband vertritt die Interessen der Mitgliedsunternehmen bei EURELECTRIC (europäische Dachorganisation der E-Wirtschaft) und Weitergabe laufender Informationen aus den EURELECTRIC-Gremien. Außerdem beteiligt sie sich an der Förderung von Projekten und Studien in den Bereichen Energie-Forschung, -Entwicklung und Umweltschutz, koordiniert durch Oesterreichs Energie Forschung & Innovation. Der Verband ist Interessenvertreter der Mitgliedsunternehmen gegenüber der Arbeitnehmervertretung bei Kollektivvertragsverhandlungen.

## Organisation

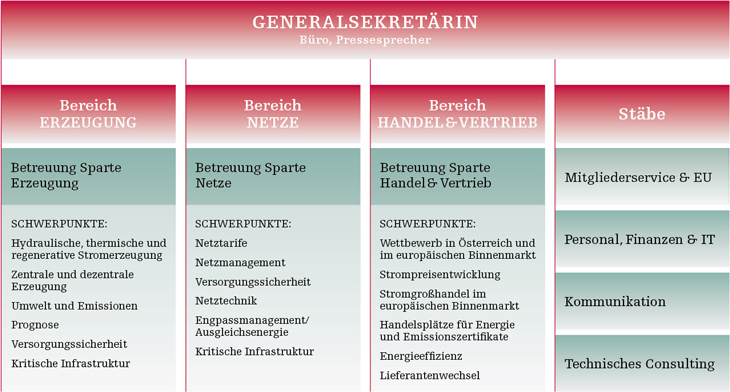
OEE-Organisationsstruktur 730

Die Organisationsstruktur gliedert sich in die Sparten Erzeugung, Netze und Handel/Vertrieb. Für jede Sparte ist ein Lenkungsausschuss eingerichtet. Die Aufgabe des Lenkungsausschusses ist es, die Interessen und die Arbeit in den Sparten zu koordinieren. Außerdem hat jede der Sparten einen Spartensprecher, der die Sparteninteressen in der Öffentlichkeit vertritt.
Organisationseinheiten, Tochterunternehmen und Publikationen:
- Das Generalsekretariat ist die Geschäftsstelle des Verbandes. Sie wird seit 2007 von Barbara Schmidt geleitet und umfasst ca. 30 Mitarbeiter am Standort Wien.
- Oesterreichs Energie Akademie organisiert Weiterbildungsveranstaltungen für die Mitglieder und erstellt Fachpublikationen und Infomaterial.
- Oesterreichs Energie Forschung & Innovation koordiniert gemeinsame Projekte der österreichischen E-Wirtschaft in den Bereichen Forschung und Entwicklung. Sie ergänzt die Forschungsaktivitäten der  Mitgliedsunternehmen, initiiert darüber hinaus Kooperationen mit internationalen Gremien, koordiniert gemeinsame internationale F&E-Aktivitäten und berät bei der Nutzung nationaler wie internationaler Fördermittel.
- Oesterreichs Energie Zertifizierung stellt durch Auditierungen die Einhaltung des Standes der Technik fest. Eine TSM (Technisches Sicherheits Management)-Zertifizierung bescheinigt dem Netzbetreiber das Vorhandensein der Voraussetzungen für Planung, Bau, Betrieb und Instandhaltung der Netze und Anlagen sowie technischer Betriebsmittel.

## Mitglieder
Der Verein hat rund 140 Mitgliedsunternehmen, die Mitgliedschaft im Verein ist freiwillig.
Ordentliche Mitglieder können ohne Rücksicht auf Rechtsform und Eigentumsverhältnisse alle Elektrizitätsunternehmen im Sinne des ElWOG in der Fassung des Energieliberalisierungsgesetzes mit dem Sitz im Inland, sowie deren Muttergesellschaften mit dem Sitz im Inland, sein. Außerordentliche Mitglieder können inländische Unternehmungen werden, die an einer fachlichen Zusammenarbeit in Fragen der Elektrizitätswirtschaft interessiert sind, sowie ausländische Elektrizitätsunternehmen.

## Präsidenten
- Franz Holzinger (1953–1959)
- Wilfried Egger (1959–1972)
- Franz Hintermayer (1972–1973)
- Wilhelm Arthold (1973–1974)
- Alfred Klimesch (1974–1977)
- Wilhelm Erbacher (1977–1978)
- Herbert Bandhauer (1978–1979)
- Peter Schachner-Blazizek (1979–1980; geschäftsführender Vizepräsident)
- Wilhelm Altziebler (1980–1981)
- Erwin Wenzl (1981–1983)
- Walter Fremuth (1983–1986)
- Erwin Wenzl (1986–1989)
- Peter Schachner-Blazizek (1989–1990)
- Heinrich Lackner (1990–1992)
- Walter Fremuth (1992–1993)
- Hans Haider (1994–1995)
- Rudolf Gruber (1995–1998)
- Max Stockinger (1998–2002)
- Michael Pistauer (2002–2005)
- Leo Windtner (2005–2008)
- Michael Pistauer (2008–2009)
- Wolfgang Anzengruber (2009–2011)
- Peter Layr (2011–2014)
- Wolfgang Anzengruber (2014–2017)
- Leonhard Schitter (2017–2020)
- Michael Strugl  (2020–2023)[5]